# Christoph Meyer
Pour les articles homonymes, voir Meyer.
Ne doit pas être confondu avec Christopher Meyer.
Christoph Meyer, né le 30 août 1975 à Berlin-Ouest est un homme politique allemand membre du Parti libéral-démocrate (FDP), dont il préside la fédération et le groupe parlementaire de Berlin.

## Études et vie professionnelle
Après avoir passé son Abitur en 1994, il suit une formation de banquier à la Dresdner Bank AG, puis entame en 1996 des études supérieures de droit à l'université européenne Viadrina, de Francfort-sur-l'Oder. Il les achève en 2004 en obtenant son premier diplôme juridique d'État à l'université libre de Berlin, après quoi il accomplit son stage à la cour supérieure régionale de Berlin entre 2005 et 2007. Cette même année, il reçoit son second diplôme juridique et accède un an plus tard, en 2008, à la profession d'avocat.

## Carrière politique

### Les débuts
Il adhère au Parti libéral-démocrate (FDP) en 1993, et se présente en 2001 aux élections législatives berlinoises dans le quartier de Charlottenburg-Wilmersdorf. Bien qu'il n'ait pas été élu, il entre à la Abgeordnetenhaus l'année suivante, à la suite de la démission du dirigeant libéral Günter Rexrodt. Au cours de ce premier mandat, il occupe le poste de porte-parole du groupe FDP pour la Justice et siégé à la commission d'enquête parlementaire sur le Tempodrom.
En 2006, il est réélu député de Charlottenburg-Wilmersdorf et devient alors vice-président du groupe des députés libéraux et porte-parole pour la Culture.

### Le chef des libéraux berlinois
À la suite de la démission de Martin Lindner, candidat aux élections législatives fédérales, il est désigné président du groupe parlementaire FDP de la Chambre des députés de Berlin le 31 mars 2009, en obtenant le soutien de douze des treize élus libéraux. Environ un an plus tard, le 19 mars 2010, Christoph Meyer est élu président de la fédération du Parti libéral-démocrate de Berlin lors d'un congrès régional par 260 voix favorables, contre 66 défavorables et 15 abstentions, soit plus de 75 % des voix. Désigné dans le même temps chef de file libéral aux élections législatives locales de 2011 à Berlin, il promet d'axer sa campagne sur l'économie et l'éducation.